# Manjung
Manjung (ancien nom : Dinding) est un district (daerah) du sud-ouest de l'État de Perak en Malaisie. Il est connu pour l'île de Pangkor où se situe la base de Lumut de la Marine royale malaisienne. Dinding faisait partie des établissements des détroits britanniques.